# Aspidothelium papillicarpum
Aspidothelium papillicarpum är en lavart som beskrevs av Lücking. Aspidothelium papillicarpum ingår i släktet Aspidothelium och familjen Aspidotheliaceae.   Inga underarter finns listade i Catalogue of Life.